# Wilkerson
Wilkerson és una concentració de població designada pel cens dels Estats Units a l'estat de Califòrnia. Segons el cens del 2000 tenia 562 habitants.

## Demografia
Segons el cens del 2000, Wilkerson tenia 562 habitants, 234 habitatges, i 160 famílies. La densitat de població era de 37,9 habitants/km².
Dels 234 habitatges en un 27,8% hi vivien nens de menys de 18 anys, en un 56,8% hi vivien parelles casades, en un 4,7% dones solteres, i en un 31,2% no eren unitats familiars. En el 27,4% dels habitatges hi vivien persones soles el 13,2% de les quals corresponia a persones de 65 anys o més que vivien soles. El nombre mitjà de persones vivint en cada habitatge era de 2,4 i el nombre mitjà de persones que vivien en cada família era de 2,89.
Per edats la població es repartia de la següent manera: un 23,3% tenia menys de 18 anys, un 5,9% entre 18 i 24, un 21,2% entre 25 i 44, un 32,6% de 45 a 60 i un 17,1% 65 anys o més.
L'edat mediana era de 45 anys. Per cada 100 dones de 18 o més anys hi havia 100,5 homes.
La renda mediana per habitatge era de 35.583 $ i la renda mediana per família de 55.625 $. Els homes tenien una renda mediana de 39.750 $ mentre que les dones 22.981 $. La renda per capita de la població era de 20.182 $. Cap de les famílies i el 4,6% de la població estaven per davall del llindar de pobresa.

## Poblacions més properes
El següent diagrama mostra les poblacions més properes.